# بورخربروخ
بورخربروخ (به هلندی: Burgerbrug) یک منطقهٔ مسکونی در هلند است که در اسخاخن واقع شده‌است. بورخربروخ ۴۷۵ نفر جمعیت دارد.